# Baxanabade
Baxanabade (Baxanabad) é uma vila do Afeganistão, localizada na província de Badaquexão.